# Чиндуин
Чиндуи́н (Чиндвин) — река на западе Мьянмы. Крупнейший, правый, приток Иравади. Длина около 1100 км, площадь бассейна около 114 000 км².
Берёт начало на западных склонах гор Кумун. Протекает преимущественно с севера на юг. Является одной из крупнейших рек в Мьянме. На протяжении 600 км от устья являются судоходной.
Питание реки дождевое, с летним половодьем. Воды реки используется для орошения.